# Hans Pauli Olsen

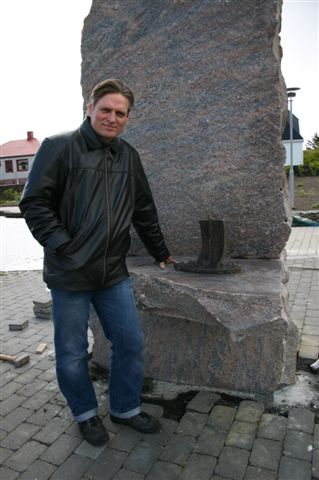
Hans Pauli Olsen anno 2006

Hans Pauli Olsen (Tórshavn, 24 augustus 1957) is een Faeröers beeldhouwer, woonachtig in Kopenhagen. Hij volgde van 1976 tot 1978 les aan de Ny Carlsberg Glyptotek bij de schilder R. Askou Jensen en van 1979 tot 1987 aan de Koninklijke Deense Kunstacademie bij Willy Ørskov en Bjørn Nørgaard. In 1985 huwde hij de beeldende kunstenares Hjørdis Haack.
De beeldhouwwerken van Olsen bestaan gewoonlijk uit klassieke materialen als graniet, gips en brons; zijn werken bevinden zich verspreid over Denemarken en de Faeröer. Zijn geregeld monumentale sculpturen vertonen een eigenzinnige figuratieve stijl met surrealistische inslag.

## Sculpturen van Hans Pauli Olsen in Denemarken en de Faeröer
- 1986 Omaná og undir vatninum, brons; staat buiten Listasavn Føroya, Tórshavn
- 1987 Skuggin, brons; Listasavn Føroya, Tórshavn
- 1989 Figuren, glasvezel versterkt met polyester; Faeröerse handelsschool, Kambsdalur
- 1989 Traðarmaðurin, brons en steen; staat vóór het gemeentehuis van Tórshavn
- 1995 Nólsoyar Páll, beeldhouwwerk, brons; Tórshavn
- 1996 Øjet (‘het oog’), brons, beeldhouwwerk; Ådalsparken, Kokkedal
- 1998 Ringriderstatuen (‘standbeeld van de ringsteker’), brons/graniet; Sønderborg
- 1998 Hjørdis og skyggen, brons en graniet; Ingeniørernes hus, Kopenhagen
- 2004 Fría, fríða, beeldhouwwerk, brons en graniet; Tórshavn
- 2004 Grindadráp, beeldhouwwerk, ijzer; staat buiten het Norðurlandahúsið i Tórshavn
- 2004 Kvinden på broen (‘de vrouw op de brug’), beeldhouwwerk, brons; Ro´s Torv, Roskilde
- 2004 Millennium, beeldhouwwerk, brons en graniet; Slagelse
- 2005 Idræt, brons en graniet; Tórshavn
- 2006 Sigmundur Brestisson – Hin seinasta ferðin (‘Sigmundur Brestisson - zijn laatste reis’), brons en graniet; Sandvík, Suðuroy
- 2006 Sigmundur Brestisson, brons en graniet, Vesturkirkjan, Tórshavn
- 2006 Svimjigentan (‘zwemmend meisje’), brons en graniet; aan de Svimjihøllin (het zwembad), Tórshavn
- 2007 Kirken, brons en graniet; Holstebro
- 2007 Stella Argus; Kvívík
- 2008 Tróndur í Gøtu, brons en graniet; Norðagøta
- 2008 Fípan Fagra, brons en graniet; Klaksvík, opgericht ter gelegenheid van het eeuwfeest van de gemeente

- Gemeinsame Normdatei: 105595807X
- International Standard Name Identifier: 0000 0004 3217 235X
- Système universitaire de documentation: 145231852
- Virtual International Authority File: 212262834
- WorldCat: E39PBJqFKRgQkh7PhC44g8Rh73